# Вишнёвый юбилей

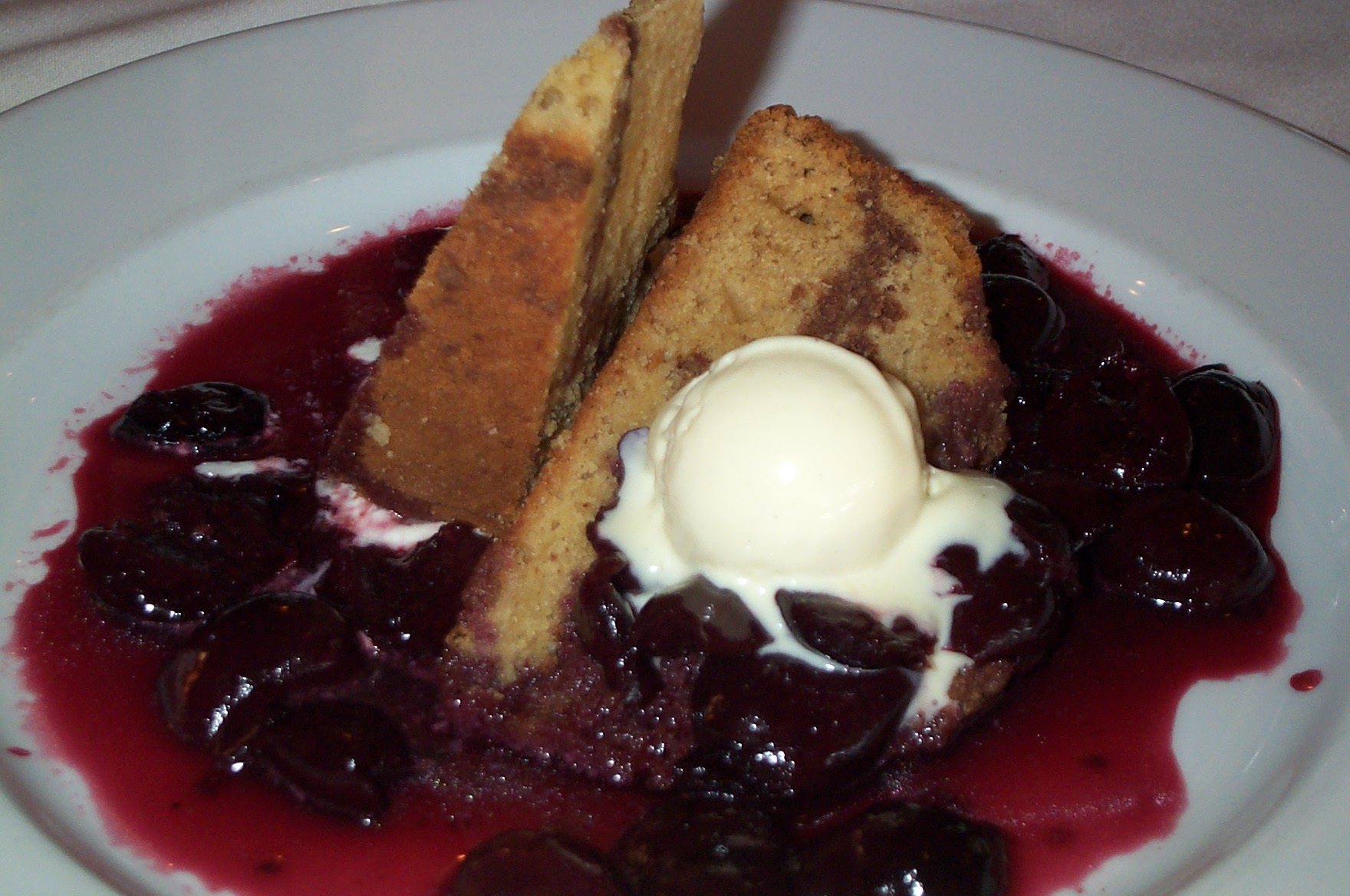
Вишнёвый юбилей

Вишнёвый юбилей (юбилейные вишни, че́рриз джу́били, англ. cherries jubilee) — десерт британской кухни из вишни, фламбированной киршвассером или бренди и сервированной на ванильном мороженом. Происхождение десерта доподлинно не известно, по одной из версий, его автором считается Огюст Эскофье, приурочивший кулинарное творение к празднованию бриллиантового юбилея царствования королевы Виктории в 1897 году. Популярность «вишнёвого юбилея» пришлась на 1930—1960-е годы, когда он входил в стандартное меню европейских ресторанов класса люкс.
Для «вишнёвого юбилея» свежую вишню без косточек отваривают в сахарном сиропе, который затем уваривают или загущивают кукурузным крахмалом, аррорутом или желе. Полученный вишнёвый соус фламбируют предварительно разогретым алкоголем и выкладывают на шарики мороженого. Вишнёвый юбилей часто подают в охлаждённых креманках или рамекинах.